# Janów Podlaski

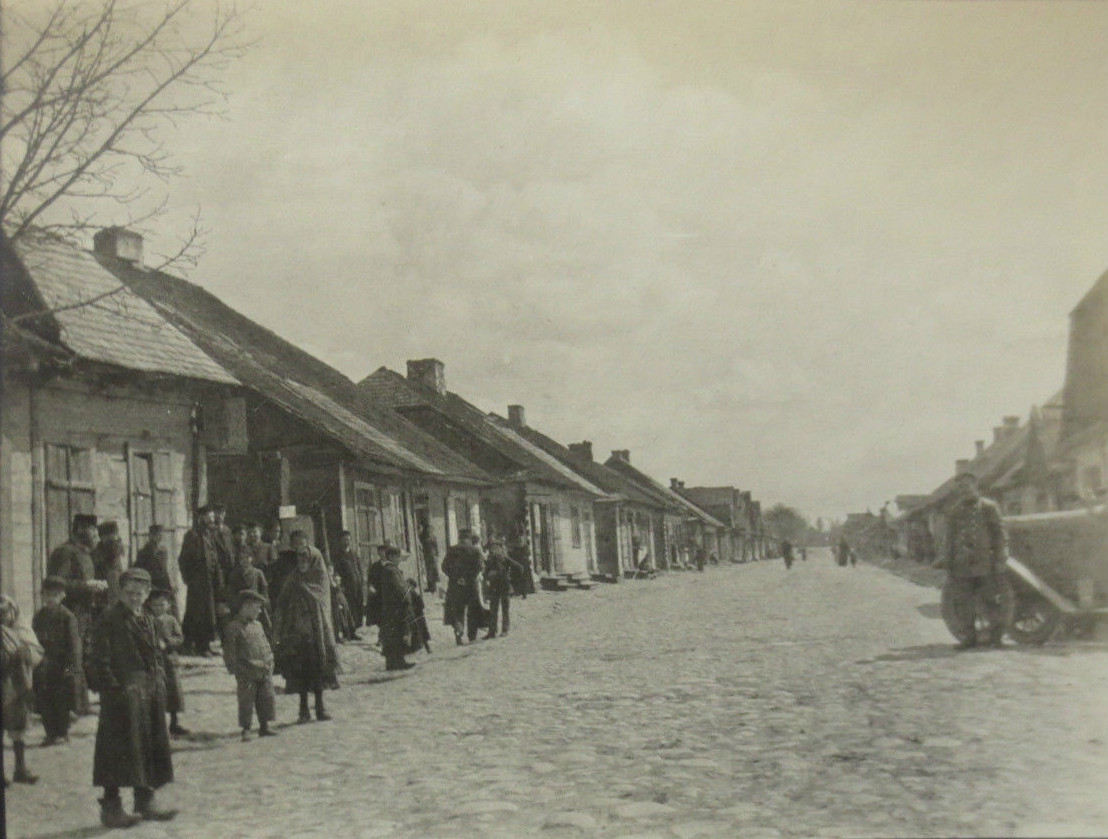
Janów w 1916 r.

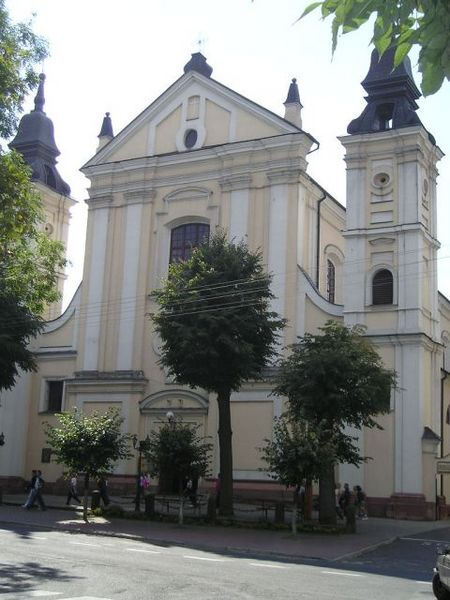
Kolegiata pw. św. Trójcy

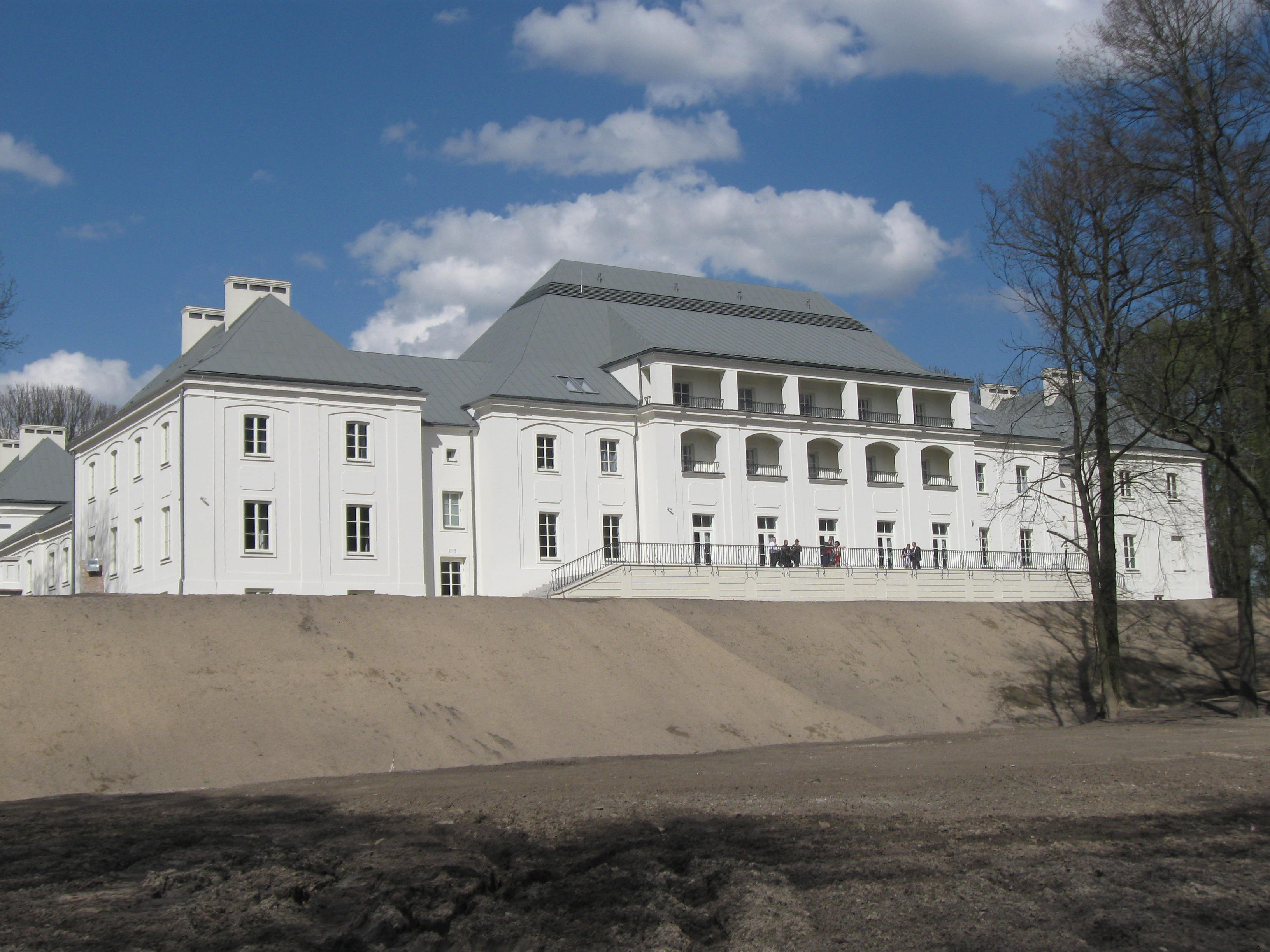
Pałac biskupi po odbudowie, obecnie hotel

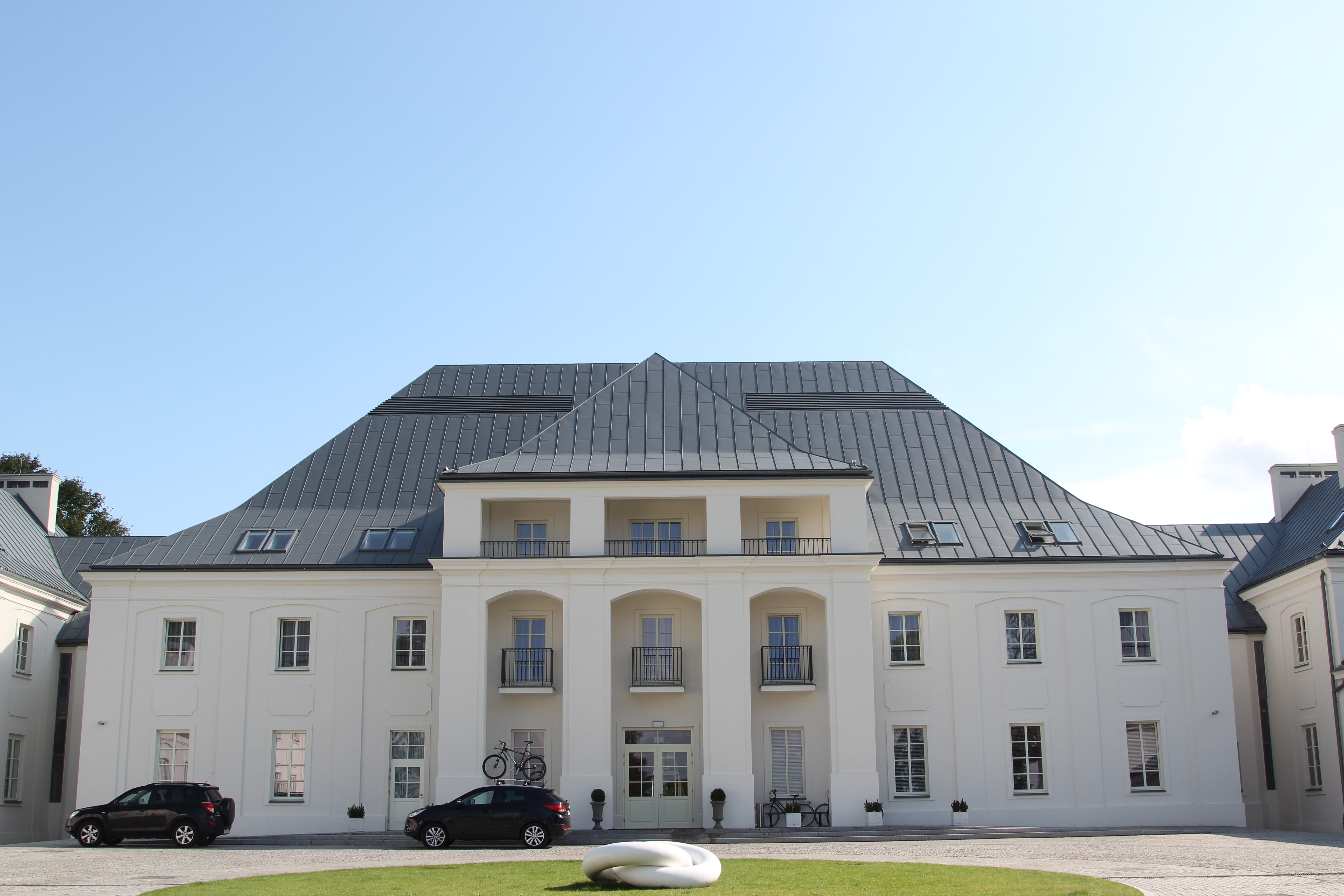
Pałac biskupi od frontu

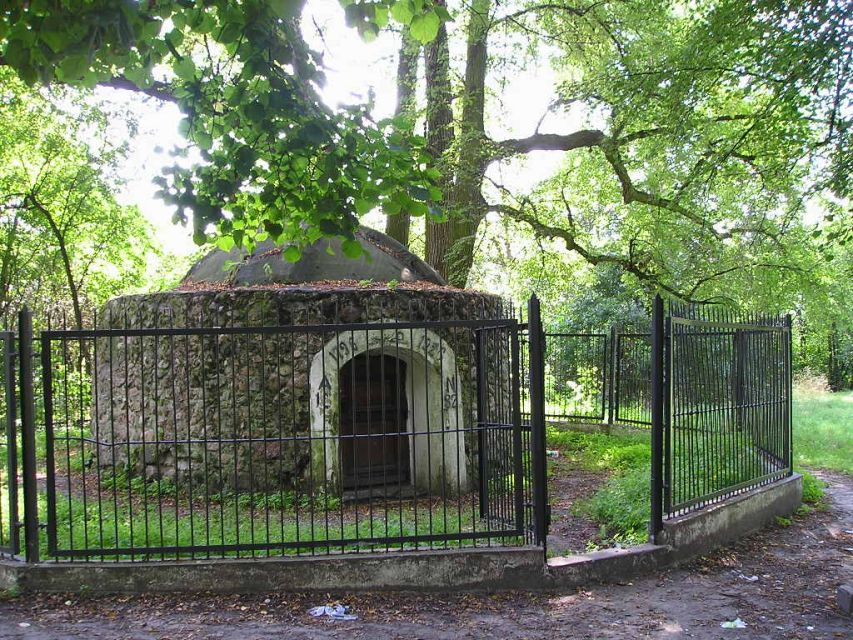
Grota Naruszewicza

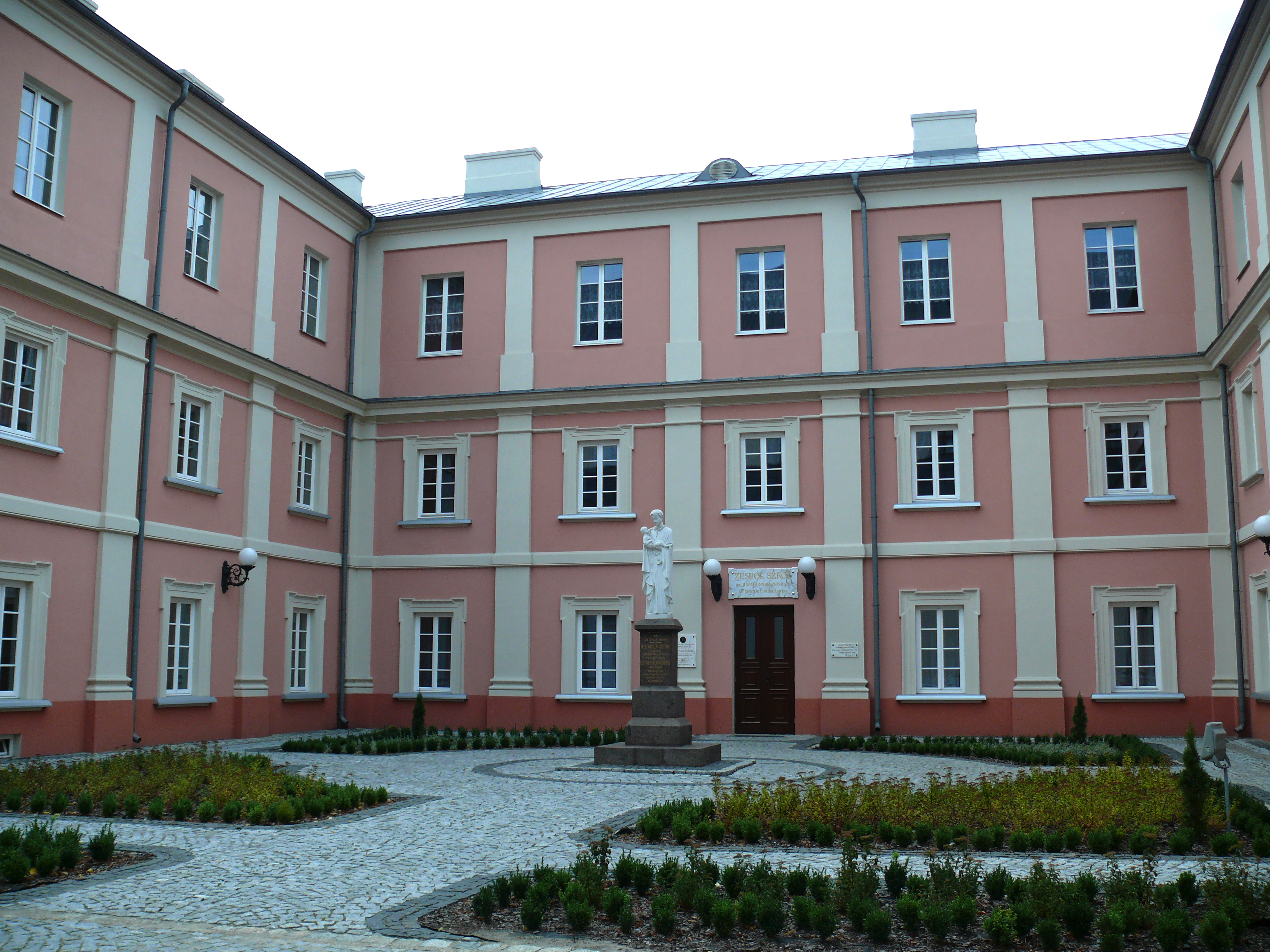
Dawny budynek seminarium duchownego w Janowie Podlaskim, obecnie Zespół Szkół im. A. Naruszewicza

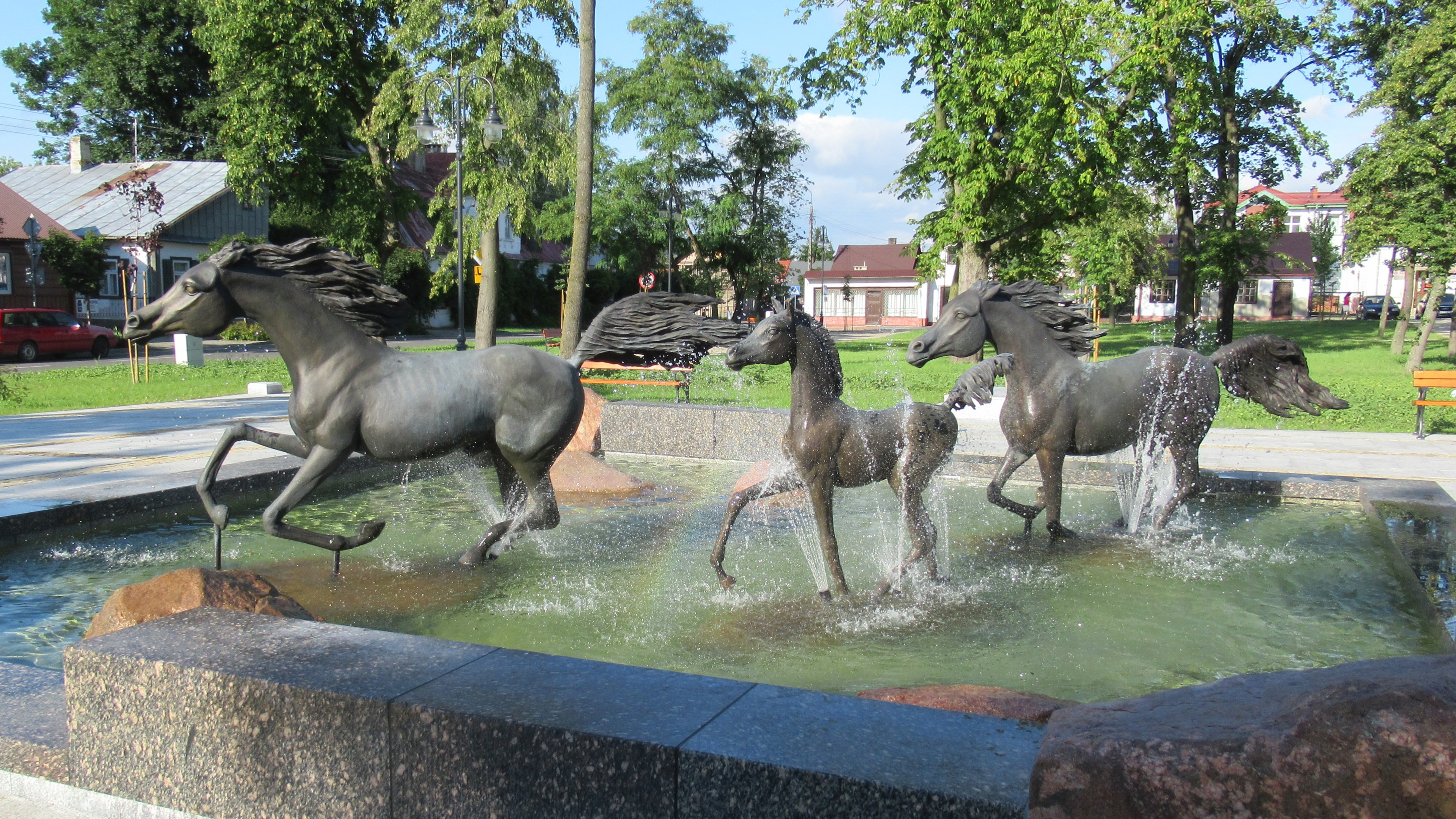
Rzeźba „Galopujące konie” na miejscowym rynku

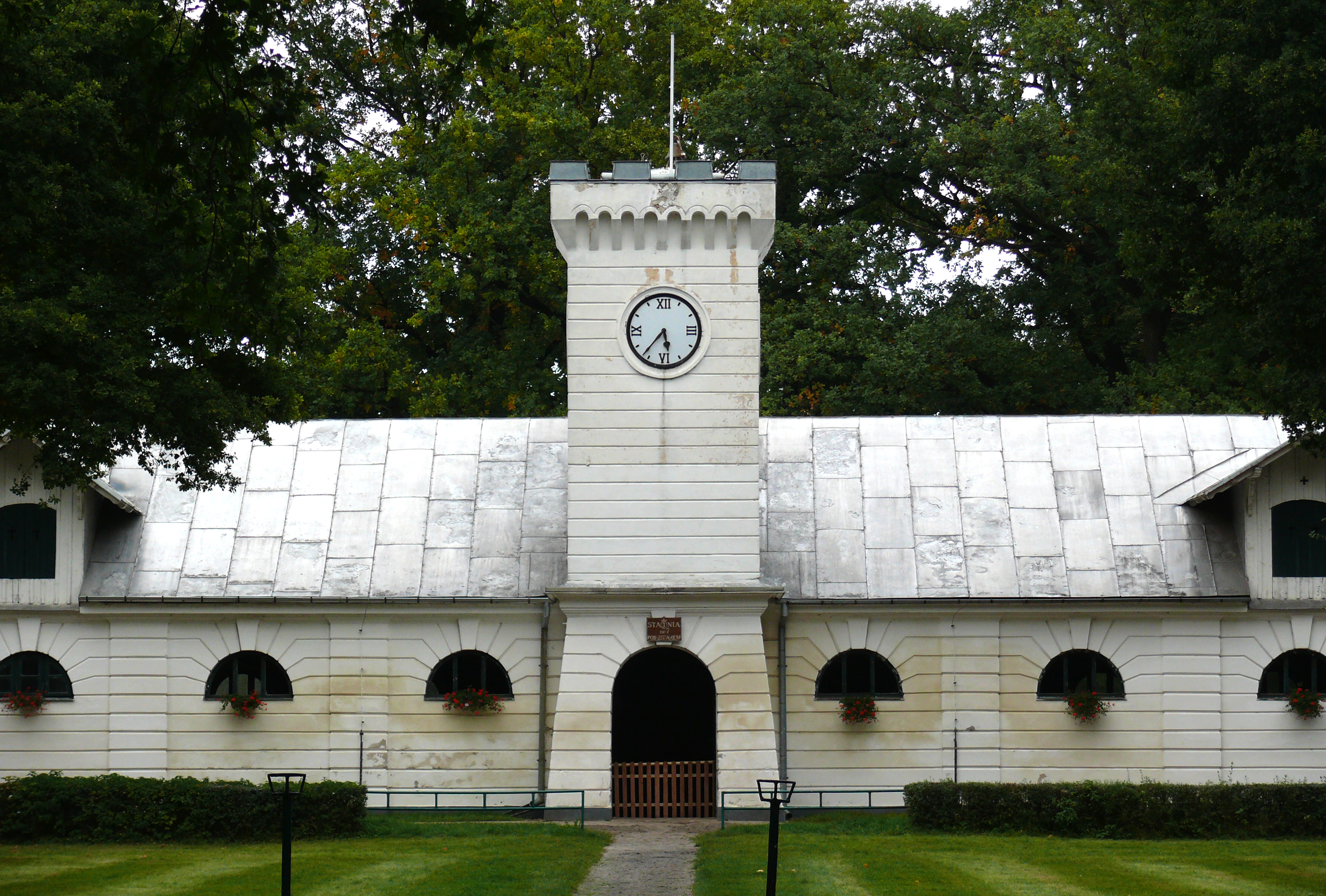
Stadnina Koni Janów Podlaski – Stajnia Zegarowa

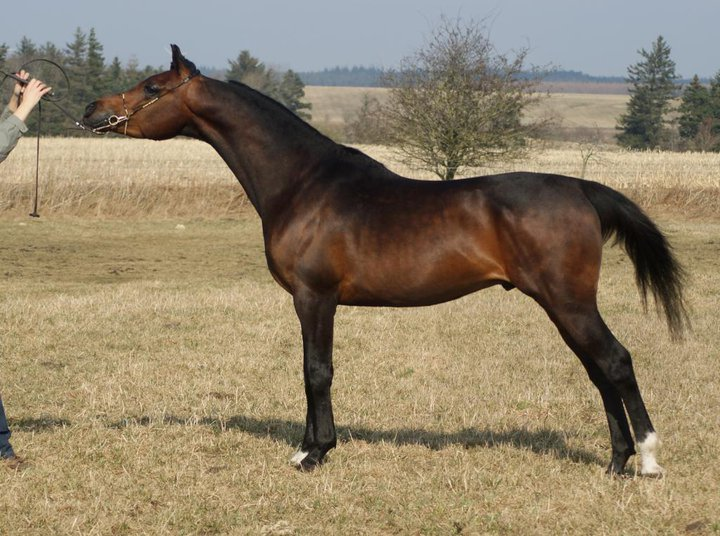
Koń wyhodowany w Janowie Podlaskim

Janów Podlaski – wieś w Polsce położona w województwie lubelskim, w powiecie bialskim, w gminie Janów Podlaski. 
Wieś jest sołectwem, siedzibą gminy Janów Podlaski, rzymskokatolickiego dekanatu Janów Podlaski i parafii Trójcy Świętej..
Według Narodowego Spisu Powszechnego z roku 2011 wieś liczyła 2720 mieszkańców.
| SIMC    | Nazwa   | Rodzaj    |
| ------- | ------- | --------- |
| 1021748 | Zaborek | część wsi |

Janów Podlaski uzyskał lokację miejską w 1465 roku, zdegradowany w 1869 roku, ponowne nadanie praw miejskich w 1919 roku, degradacja w 1945 roku. Prywatne miasto duchowne w końcu XVIII wieku leżało w powiecie brzeskolitewskim województwa brzeskolitewskiego. W latach 1975–1998 w województwie bialskopodlaskim.
Współczesny Janów słynie z hodowli koni czystej krwi arabskiej prowadzonej przez Stadninę Koni Janów Podlaski, najstarszą, założoną w 1817, państwową stadninę koni.

## Położenie
Wieś leży na obszarze Niziny Południowopodlaskiej, kilka kilometrów na południe od Bugu, na którym przebiega granica z Białorusią. Przez Janów Podlaski przebiega droga wojewódzka nr 698.

## Historia
Najwcześniejsze historyczne wzmianki o Janowie Podlaskim pochodzą z 1423 roku, gdy litewski Książę Witold darował wieś Porchów łuckiemu kościołowi katedralnemu. W 1465 Porchów uzyskał prawa miejskie chełmińskie i od imienia ówczesnego biskupa Jana Łosowicza przyjął nazwę Janów Biskupi. Otrzymał herb z wizerunkiem hostii i kielicha. Położenie Janowa przy szlaku handlowym na trasie Kraków – Wilno, sprzyjało rozwojowi miasta. W roku 1570 miasto liczyło 500 domów, 5 tys. ludzi, cechy kuśnierzy, szewców, zdunów, stolarzy. Biskupi łuccy posiadali w Janowie dwa kościoły, zamek obronny i okoliczne grunty. W roku 1656, w czasie najazdu szwedzkiego warowna rezydencja i świątynie legły w gruzach. Siedziba biskupów nadawała się jedynie do rozbiórki. Dopiero w latach 1770–1780 z inicjatywy biskupa Feliksa Pawła Turskiego w miejscu byłej rezydencji wybudowano późnobarokowy pałac z dwoma pawilonami przy dziedzińcu i otoczono go parkiem w stylu angielskim.
Oprócz pałacu biskupiego zachował się barokowy budynek kościoła pod wezwaniem św. Trójcy wzniesiony w latach 1714–1735, w 1741 roku podniesiony do godności kolegiaty (katedra w latach 1818–1867 i 1918–1924). Ma on dwuwieżową fasadę i trójnawowe wnętrze. W wystroju wnętrza zwraca uwagę dwanaście ośmiobocznych płócien ze szkoły Franciszka Smuglewicza. Obok kolegiaty znajdują się budynki dawnego seminarium duchownego (1685–1939), użytkowane obecnie przez oświatę. W bliskim pierwotnemu kształcie uchowała się dzwonnica z 1745 roku. Z dawnej zabudowy miejskiej Janowa pozostał dom Ryttów z 1793 roku.
Z Janowem związana jest postać biskupa Adama Naruszewicza, poety, dziejopisarza i targowiczanina, który spędził w nim ostatnie lata życia. Mieszkał w pałacu biskupim, w pawilonie wschodnim od 1788 roku do śmierci w roku 1796. Z jego imieniem wiąże się grota na końcu alei lipowej z 1790 roku w kształcie walca z kopułą z kamienia. Tradycja podlaska mówi, że w Janowie pisał tezy Konstytucji 3 Maja. Został pochowany w krypcie kolegiaty św. Trójcy. W świątyni jest pomnik Naruszewicza, wykonany z białego marmuru w Rzymie, w roku 1861 przez T. O. Sosnowskiego.
W roku 1818 utworzono diecezję janowską, a Janów stał się siedzibą jej biskupów. Po upadku powstania styczniowego w 1864 roku, w którym mieszkańcy wzięli licznie udział, władze zaborcze skasowały diecezję (1867). Przyczyną była także obawa przed oddziaływaniem i pomocą katolików dla unitów. W 1874 prześladowania unitów poprzedzające likwidację unickiej diecezji chełmskiej dotknęły również unitów janowskich – około stu zostało uwięzionych. Brak połączeń kolejowych oraz przemysłu pod koniec XIX wieku i początku wieku XX zdecydował o zahamowaniu rozwoju miasta. W latach 1918–1932 Janów był siedzibą powiatu konstantynowskiego, ale nie wpłynęło to na ożywienie gospodarcze.
W czasie II wojny światowej zginęła znaczna liczba mieszkańców, głównie Żydów. W roku 1944 Janów liczył 2 tys. mieszkańców (połowa stanu z 1939 roku). Podczas II wojny światowej (1940) stracił prawa miejskie. W sierpniu 1944 uchylono podział administracyjny wprowadzony przez okupanta, przez co Janów tymczasowo odzyskał status miasta (posiadał taki jeszcze 28 czerwca 1946). Późniejsze publikacje (od 1947) Janowa jako miasta nie wymieniają (wieś w gminie Janów Podlaski).

### Prawa miejskie
Janów miał prawa miejskie w latach 1465–1870, 1919–1940 i 1944–1946:
- prawa miejskie uzyskał po raz pierwszy w roku 1465 – miasto lokowano na terenie wsi Porchów; w wieku XIX nazywane równolegle Janowem Biskupim lub Janowem Podlaskim[23]
- utrata praw miejskich w roku 1869[24]
- odzyskanie praw miejskich w roku 1919
- w roku 1940, za okupacji niemieckiej prawa miejskie zniesiono, zmieniając podział administracyjny
- w latach 1944–1946 Janów ponownie miał status miasta (po 14 lutego 1946 ponownie wieś)[15]

## Zabytki
- pałac barokowy biskupów łuckich z 1770 na miejscu zamku z XV wieku rozbudowanego w 1520 i dworu z XVII wieku:
  - ślady obwarowań bastionowych
  - grota biskupa Adama Naruszewicza z 1796
  - park krajobrazowy
- kościół pw. św. Trójcy z lat 1714–1735, barokowy:
  - dzwonnica murowana z 1745, barokowa
  - gmach Seminarium z połowy XVIII w. – obecnie Zespół Szkół
  - ogrodzenie
- kościół pw. św. Jana Chrzciciela w stylu klasycystycznym z lat 1790–1801:
  - dzwonnica w stylu bizantyjskim z 1874
  - plebania z końca XIX w.
- kaplica cmentarna św. Rocha z II połowy XIX w. na cmentarzu katolickim, dawniej unickim i wielowyznaniowym
- stacja benzynowa z 1928, jedna z najstarszych w Polsce – zachowały się m.in. ręczne dystrybutory paliw Temper Extakt z roku 1928
- założenie parkowe Wygoda – I połowa XIX w. – i zespół stajni projektu Henryka Marconiego:
  - stajnia Czołowa z 1885
  - stajnia Zegarowa z 1841
  - stajnia Woroncowska z 1885
  - stajnia Wyścigowa z 1848
  - brama wjazdowa z ok. 1840

## Sport
W Janowie działa powstały w 1989 roku klub piłkarski GKS Janowia Janów Podlaski.

## Turystyka
- Nadbużański szlak rowerowy.
- 16 lipca 2016 oficjalnie otwarto hotel „Zamek” mieszczący się w dawnym pałacu biskupim. Inwestorem jest Grupa Arche. 4-gwiazdkowy hotel oferuje 199 pokoi oraz gabinety odnowy biologicznej i inne atrakcje[25].
- 15 lipca 2021 udostępniono przebudowany skwer w centrum miejscowości – powstała fontanna z rzeźbą przedstawiającą galopujące konie, autorstwa miejscowego rzeźbiarza Arkadiusza Markiewicza[26]; uporządkowano okoliczną zieleń, wybudowano wielofunkcyjny, mający służyć głównie turystom, budynek z toaletami oraz dokonano korekty ustawienia okolicznych pomników[27].